# کریستین مگنوسون
کریستین مگنوسون (به انگلیسی: Christine Magnuson) (زادهٔ ۱۷ اکتبر ۱۹۸۵) شناگر اهل ایالات متحده آمریکا است.